# Marianopoli
Marianopoli – miejscowość i gmina we Włoszech, w regionie Sycylia, w prowincji Caltanissetta.
Według danych na rok 2004 gminę zamieszkiwało 2360 osób, 196,7 os./km².